# الدرو
الدرو (به پرتغالی: Aldreu) یک سکونتگاه مسکونی در پرتغال است که در بارسلوس واقع شده‌است.

## خصوصیات
الدرو ۸۵۵ نفر جمعیت دارد.